# Europese kampioenschappen schaatsen afstanden 2018 - 3000 meter vrouwen
De 3000 meter vrouwen op de Europese kampioenschappen schaatsen 2018 werd gehouden op zaterdag 6 januari in het ijsstadion Kometa in Kolomna, Rusland. Het was de eerste editie van de EK afstanden en de initiële titel ging naar Esmee Visser.

## Uitslag
| #      | Schaatser                | Land | Tijd       |
| ------ | ------------------------ | ---- | ---------- |
| Goud   | Esmee Visser             | NED  | 4.05,31 pr |
| Zilver | Carlijn Achtereekte      | NED  | 4.06,81    |
| Brons  | Natalja Voronina         | RUS  | 4.07,62    |
| 4      | Francesca Lollobrigida   | ITA  | 4.08,77    |
| 5      | Anna Joerakova           | RUS  | 4.09,33    |
| 6      | Olga Graf                | RUS  | 4.11,28    |
| 7      | Camilla Lund             | NOR  | 4.11,89    |
| 8      | Annouk van der Weijden   | NED  | 4.12,48    |
| 9      | Roxanne Dufter           | GER  | 4.13,24    |
| 10     | Nikola Zdráhalová        | CZE  | 4.13,71    |
| 11     | Sofie Karoline Haugen    | NOR  | 4.14,25    |
| 12     | Saskia Alusalu           | EST  | 4.14,61    |
| 13     | Katarzyna Bachleda-Curuś | POL  | 4.14,84    |
| 14     | Luiza Złotkowska         | POL  | 4.14,91    |
| 15     | Karolina Bosiek          | POL  | 4.15,59    |
| 16     | Natálie Kerschbaummayr   | CZE  | 4.19,90    |
| 17     | Gloria Malfatti          | ITA  | 4.28,33    |
| 18     | Eliška Dřímalová         | CZE  | 4.30,20    |